# Ms. Dynamite
Ms. Dynamite, egentligen Niomi Arleen McLean-Daley, född 26 april 1981 i Crawley i England, är en brittisk sångerska och rappare. Hon mottog vid 21 års ålder det prestigefyllda Mercurypriset framför artister som David Bowie och The Streets.

## Biografi
Niomi Arleen McLean-Daley var det elfte barnet i en syskonskara på tolv. Fadern var jamaican och modern skotska. Uppväxt i Camden i London började hon redan som tolvåring röra sig i reggae- och hiphopmiljöer. Som 17-åring började hon uppträdda som Ms. Dynamite på piratradiostationerna RAW FM och FREAK FM. När hon träffade producenten Richard Forbes (Sticky) så gjorde de den inofficiella debutsingeln Booo! ihop som blev en så pass stor underground-hit att den tog sig in på den brittiska topplistan. 
Ms. Dynamite var sedan med på So Solid Crews hitlåt They Don't Know vilket gjorde att hon fick skivkontrakt med Polydor. 2001 var hon förband åt Eminem och Destiny's Child i London. Därefter spelade hon in sin debutskiva A Little Deeper på Jamaica och i New York och Miami. Skivan skulle i september 2002 ge henne det prestigefyllda Mercurypriset, vilket hon blev den första svarta kvinnliga soloartist att vinna. Andra nominerade var David Bowie, Doves och favorittippade The Streets. Hon vann också 3 MOBO Awards och 2 Brit Awards.
Efter skivan Judgement Days från 2005 har Ms. Dynamite inte varit lika aktiv men släppt några singlar och gästat på en del artisters låtar.

## Diskografi

### Album
- 2002 – A Little Deeper
- 2005 – Judgement Days

### Singlar
- 2002 – It Takes More
- 2002 – Dy-Na-Mi-Tee
- 2002 – Put Him Out
- 2005 – Judgement Day / Father
- 2006 – Fall In Love Again
- 2011 – Neva Soft
- 2013 – Cloud 9
- 2021 – Original Bad Gyal Material